# Kopsia macrophylla
Kopsia macrophylla är en oleanderväxtart som beskrevs av Joseph Dalton Hooker. Kopsia macrophylla ingår i släktet Kopsia och familjen oleanderväxter. Inga underarter finns listade i Catalogue of Life.